# Regi U.S. Inc.
REGI U.S., Inc. empresa creada l'any 1986 en el Canadà, malgrat ser una empresa petita té un important potencial de creixement a causa del fet que actualment desenvolupa el motor rotatori anomenat Motor Radmax, utilitzat recentment en la fabricació del Silverfox, petit avió no tripulat per usos militars.

## Projectes
- El 4 d'abril de 2002 REGI anuncià que fou firmat un acord per concedir un contracte de cinc anys al Advanced Ceramics Research per fabricar motors RC™ de fins a 10 cavalls per la Marina de guerra USA.
- El 29 de maig del 2002, REGI firmà un acord de llicència amb Advanced Ceramics and Radian Military Parts per desenvolupar la seva tecnologia dièsel per vehicles autònoms sense tripulació de la US.NAVY. (UAVs).
- El 13 de novembre del 2002, REGI. US. Anuncià "un motor dièsel de 42 cavalls de força per helicòpters sense tripulació (Dragon Warrior). La fase del disseny d'aquest projecta ja està completa i la fabricació del motor ha començat."

Actualment (any 2008) el President es John Robertson